# Gasfles

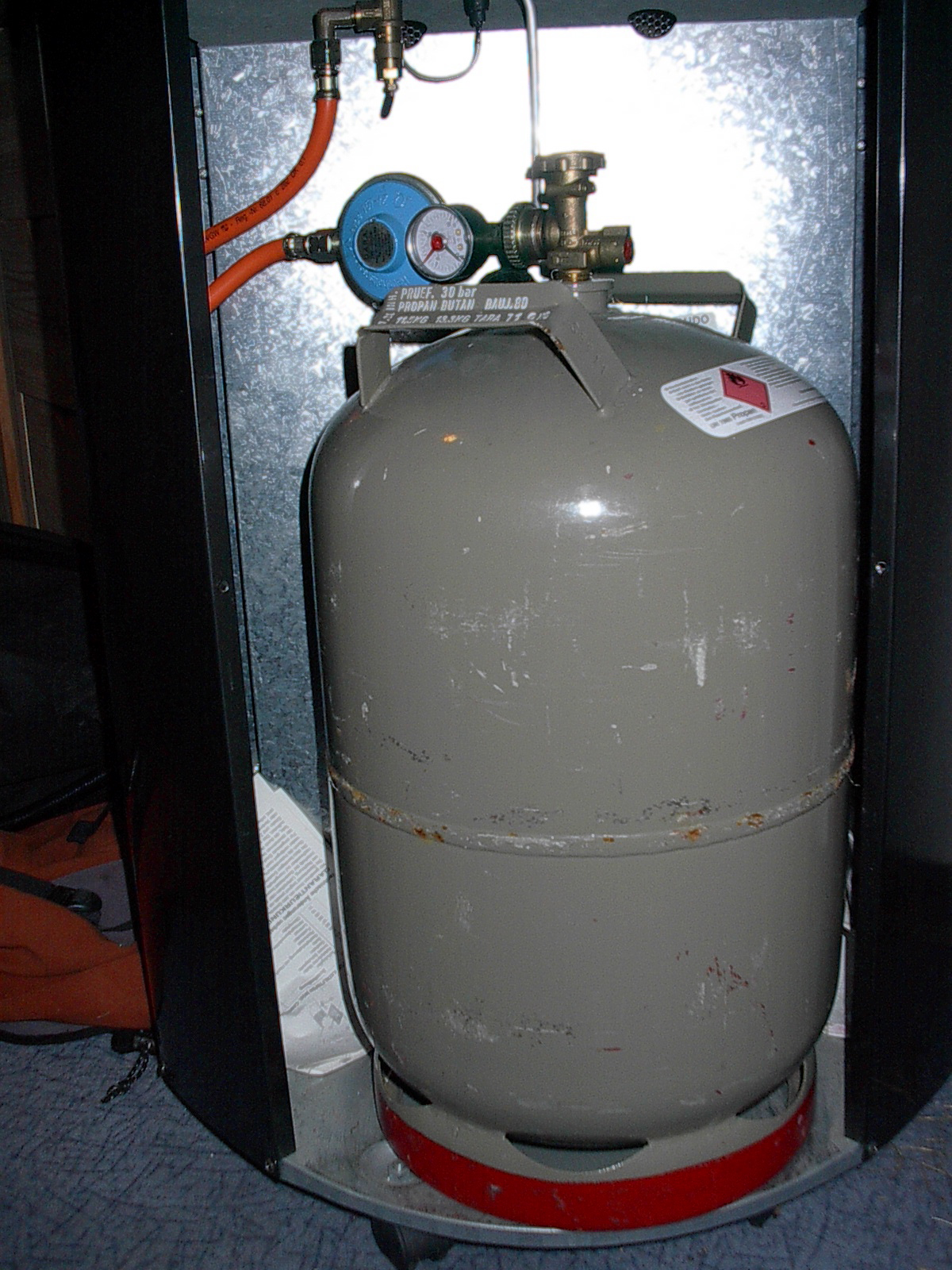
Een gasfles voor propaan, met reduceerventiel

Een gasfles is een vat waarin een gas, gewoonlijk een mengsel van vloeibaar gemaakt propaan (lpg) en butaan, onder druk is opgeslagen.
In tegenstelling tot de gascilinder, die gewoonlijk voor industrieel gebruik wordt gehanteerd, kent de gasfles een kleinere inhoud en heeft de vulling een lagere druk. Een gasfles is gewoonlijk vervaardigd uit gelast staal. De opbouw is in wezen hetzelfde als bij de gascilinder, namelijk een kop met halskraag en beschermkap, waarop zich ook de afsluiter (DIN-kraan) bevindt. Voorts het eigenlijke vat, en ten slotte de voet. De afsluiter bevat gewoonlijk een reduceerventiel en een veiligheidsventiel.

## Geschiedenis
Het mengsel van propaan en butaan waarmee de gasfles is gevuld is afkomstig van aardolieraffinaderijen. Door dit gas als flessengas te distribueren kan het een nuttige toepassing krijgen. Reeds in de jaren 30 van de 20e eeuw vond dit gas een bescheiden toepassing om te koken, als bijverwarming en later ook voor de warmwatervoorziening. In eerste instantie werd het gas vanuit de Verenigde Staten aangeleverd. De Tweede Wereldoorlog bracht echter met zich mee dat het gas niet langer beschikbaar was. Toen echter na de bevrijding de aardolie-industrie een grote vlucht nam, werd ook dit flessengas, vanaf 1948, weer verkocht. Daar waar leidinggas beschikbaar was, was flessengas echter geen optie: Het flessengas was duurder en men moest met zware flessen sjouwen of op de leverancier wachten. Zo vervulde het flessengas een functie daar waar geen gasnet ter beschikking was of daar waar geen aansluiting op dit net voorhanden was, bijvoorbeeld voor bijverwarming. Omstreeks 1965 werd in Nederland in 15% van de gevallen nog op flessengas gekookt. Daarna werd dit aandeel snel minder, mede door de komst van het aardgas.

## Huidig gebruik
Op afgelegen plekken zoals boerderijen waar aansluiting op het aardgasnet zeer kostbaar zou zijn, worden ook gasflessen gebruikt voor verwarming, warm water en koken, hoewel voor het grootverbruik gebruikelijker is een vaste gastank voor propaan op te stellen. Sinds de jaren 60 van de 20e eeuw worden deze tanks door diverse aanbieders geleverd. Gasflessen worden voornamelijk gebruikt op boten, in caravans en campers, als brandstof voor barbecues en terrasverwarming en op afgelegen vakantieparken. Bij caravans wordt de gasfles gewoonlijk op de dissel geplaatst.
In sommige landen, waar geen gasnet voorhanden is dan wel een uitgestrekt platteland bestaat, is flessengas nog steeds populair. Frankrijk, Spanje en Turkije zijn daar voorbeelden van.

## Soorten gasflessen
Gasflessen zijn in vele soorten en maten te verkrijgen. Het materiaal is conventioneel staal maar kan ook een kunststofcomposiet zijn (bijvoorbeeld Viseo). Tegenwoordig zijn ook min of meer kubusvormige en transparante gasflessen op de markt.
De meeste gasflessen zijn vervaardigd uit gelast staal en zijn groen van kleur. Dit type gasfles wordt een DIN-fles genoemd en is verkrijgbaar voor de recreatiebranche in een 2.5, 5 en 10,5 kilogram uitvoering. DIN-flessen hebben, net als veel andere soorten gasflessen, keurjaren waar de consument/bezitter rekening mee dient te houden. In de meeste gevallen worden propaangasflessen verkocht met 10 keurjaren. Na deze 10 keurjaren dient de gasfles te worden geïnspecteerd (herkeurd) door een expert. Een grote leverancier hiervan is Iesberts Handelmij B.V.. De 10,5 kilogram stalen DIN-fles wordt soms verkocht met statiegeld.
Als alternatief op de groene stalen DIN-gasflessen biedt Primagaz een blauwe keurjaarloze DIN-gasfles aan. Dit type heet Easy Blue 5 kg. De Primagaz Easy Blue 5 kg biedt exact hetzelfde als groene stalen propaangasflessen mét keurjaren, behalve dat de consument nooit meer een nieuwe gasfles hoeft te kopen mocht deze verlopen geraken na 10 jaar. Ondanks dat deze gasfles onder het mom van 'keurjaarloos' wordt verkocht moet deze fles ook na 10 jaar (door de leverancier) worden herkeurd om een veilig gebruik te kunnen garanderen. In de regel is de Primagaz Easy Blue gasfles daarom wel duurder dan de conventionele groene stalen propaangasfles, omdat de bezitter betaalt voor het voordeel van een niet verlopende gasfles. Sinds 2015 worden door Primagaz twee nieuwe gasflessen aangeboden: EasyBlue PLUS en EasyBlue XL. Dit zijn lichtgewicht stalen gasflessen met 100% statiegeld (resp. 25 of 35 euro; zonder bonnetjes of waarborgkaarten) en een inhoudsmeter-app.
Verder zijn er ook gasflessen van Campingaz op de markt. Deze flessen zijn compact en bevatten minder inhoud. Deze Campingaz gasflessen komen in 3 uitvoeringen: R 901, R 904 en R 907 met een inhoud van respectievelijk 400, 1800 en 2750 gram. Campingaz gasflessen zijn bijzonder in dat deze worden gevuld met butaan én geruild kunnen worden op betrekkelijk veel plaatsen in Europa en daarbuiten. Daarnaast hebben de gasflessen van Campingaz geen kraan op de bovenzijde en zijn vaak alleen te gebruiken in combinatie met een speciale Campingaz drukregelaar.
Naast de uit staal vervaardigde gasflessen zijn er ook een aantal kunststof gasflessen gangbaar op de Nederlandse markt. Een voorbeeld hiervan is de BeneGas Light die sinds 2002 verkocht wordt. Voorheen werden deze flessen verkocht als BP Gas Light. Deze gasflessen zijn gemaakt van glasvezelversterkte kunststof en hebben een behuizing van HDPE waardoor deze stootvast en duurzaam zijn. Benegas biedt dit type gasfles aan in een 5 en 10 kilogram-variant met daarbij een statiegeldregeling. Bij aankoop van de gasfles wordt € 55,- statiegeld betaald. Dit bedrag kan na inlevering van de fles terug worden ontvangen op de bankrekening van de eigenaar.
Iesberts biedt sinds 2016 een kunststof gasfles aan met een statiegeldregeling, de Iesberts i-Light. Deze kunststof gasfles is ter vervanging gekomen van de Iesberts Kompozit-Praha gasfles, die sinds 2003 verkocht werd. Met deze fles waren rond 2005 problemen met betrekking tot de leegloop van deze gasflessen. Dit probleem werd veroorzaakt door een fabricagefout. Nadat dit probleem grotendeels opgelost was had men het vertrouwen in de kwaliteit van deze gasfles verloren. Als reactie daarop lanceerde Iesberts de i-Light gasfles die verkrijgbaar is in een 5, 7,5 en 10 kilogram-uitvoering. De Iesberts i-Light en BeneGas Light zijn identiek van uiterlijk, echter heeft de Iesberts i-Light een blauw handvat en de BeneGas Light een groene.

### Gaspatronen
Voor gebruik op kampeerterreinen of in gereedschap (verfstripper, soldeerbrander en dergelijke), bestaan ook kleine dunwandige gasflessen. Deze noemt men gewoonlijk gaspatronen.